# Parafia Matki Boskiej Pośredniczki Łask w Szlachtowej
Parafia Matki Boskiej Pośredniczki Łask w Szlachtowej – parafia rzymskokatolicka znajdująca się w diecezji tarnowskiej w dekanacie Krościenko nad Dunajcem. Kościołem parafialnym jest kościół Matki Boskiej Pośredniczki Łask. Mieści się w Szlachtowej (przy ul. Jana Pawła II 27).

## Historia
Wieś Szlachtowa istnieje od 1391 roku. Parafia greckokatolicka fundacji Jordana z Zakliczyna powstała około 1542 roku i obejmowała wsie: Szlachtową, Jaworki, Białą Wodę i Czarną Wodę. W tym roku Achacy Jordan podarował parafii Ewangeliarz. Parafia służyła Łemkom do 1947 roku, kiedy prawie wszystkich wysiedlono w ramach Akcji Wisła.
Parafię 17 lipca 1947 roku objął ksiądz Józef Ciastoń. Parafię rzymskokatolicką erygował biskup Jan Stepa w 1951 roku. W 1952 roku parafia zmieniła nazwę (wezwanie) z „Matki Boskiej Pokrownej” (Opiekunki, Protectio BM Virgo) na „Matki Boskiej Pośredniczki Łask” (Maria Virgo Mediatrise Omnium Gratio).
Wspomnienie liturgiczne i odpust parafialny przypadają na 31 maja, w praktyce na ostatnią niedzielę maja.
Od 23 kwietnia 2015 do 14 sierpnia 2021  roku proboszczem parafii był ksiądz mgr Tadeusz Wojciechowski. Od 14 sierpnia 2021 proboszczem parafii jest ks. Kasper Bernasiewicz. 
Na terenie parafii istnieje również kościół filialny w dawnej cerkwi pw. św. Jana Chrzciciela w Jaworkach.